# Alberton (Ontario)
Alberton es un municipio canadiense situado en la provincia de Ontario.

## Superficie
Alberton tiene una superficie de 116,6 km².

## Demografía
En 2021, tenía 954 habitantes, una densidad poblacional de 8,2 hab./km², y 355 viviendas.